# Barbu Lăutaru
Barbu Lăutaru (pseudonimul lui Vasile Barbu, n. 1780, Mereni, Moldova – d. august 1858, Iași, Moldova) a fost un cântăreț și cobzar român, de etnie romă.

## Biografie
Barbu Lăutaru s-a bucurat de o faimă devenită legendară, urmaș al unei vechi familii de lăutari. Devine vestit încă de la vârsta de 12-14 ani. A fost cântăreț bisericesc la biserica Sfântul Ioan Gură de Aur sau Zlataust și staroste al lăutarilor din mahalaua Iașilor timp de 45 de ani.
Prima mențiune documentară a numelui lui Barbu Lăutarul este din 1808 și apare într-o catagrafiere a locuitorilor Iașului. Tatăl său, Stan Munteanu, îi lăsase moștenire casa de pe ulița Frecăului, mahalaua Țigănimea domnească, unde locuia cu soția sa Maria și cu mama Ilinca.
Barbu Lăutaru a avut 5 copii, 4 băieți (Gheorghe, Vasile, Ion, Teodor) și o fiică, ce s-a căsătorit cu lăutarul Ion Grigoraș (Grigoriu). Cei 4 fii poartă numele tatălui lor, Barbu și fac parte din taraful condus de acesta. Trei dintre ei au ajuns lăutari cunoscuți: Vasile Scripcariul, Gheorghe Scripcariul și Ioan Scripcariul. Lor li se adaugă și nepotul lui Barbu Lăutaru, Dumitrache, care cânta la nai.
Barbu Lăutaru a fost unul dintre acei mari cântăreți populari români care, prin creația și felul lor de interpretare, au contribuit la formarea și îmbogățirea muzicii populare de tip lăutăresc, născută din îmbinarea elementelor de muzică populară românească cu elemente ale muzicii orientale, ale romanței ruse și elemente occidentale. A întreprins numeroase turnee prin țările românești, inclusiv prin Basarabia (la Chișinău și Telenești).
A stârnit admirația lui Franz Liszt cu prilejul trecerii acestuia prin Moldova, în iarna anului 1847, la Iași. Săptămânalul francez „La Vie parisienne” relata în 1874 că Barbu Lăutaru a reprodus o improvizație de-a lui Franz Liszt la o primă audiție, atunci când compozitorul maghiar a făcut un popas la conacul vistiernicului Alecu Balș. Franz Liszt nu a fost singurul străin impresionat de Barbu.
Cu ocazia unor săpături efectuate în anul 1968 la Biserica „Sf. Ioan Gură de Aur - Zlataust” din Iași, s-a descoperit lângă zidul de nord al bisericii, mormântul celebrului cântăreț și cobzar.
Mormântul lui Barbu Lăutaru, datat la mijlocul secolului al XIX-lea, a intrat în Patrimoniul istoric și arhitectural al României, devenind Monument memorial funerar.
În semn de recunoaștere a meritelor artistice ale celebrului cântăreț, primei orchestre de stat de muzică populară din București, înființată oficial la 1 aprilie 1949, i s-a dat numele Orchestra „Barbu Lăutaru” a Filarmonicii de Stat ”George Enescu”.
În arhiva de fotografii a Bibliotecii Academiei Române se află singura imagine fotografică cunoscută a lui Barbu Lăutarul, probabil și unica. Este una din cele șapte calotipii (un procedeu fotografic din prima jumătate a secolului XIX, o raritate în sine) făcute de Costache Sturdza Scheianul și datate 1852. Se știe cu siguranță că imaginea îl înfățișează pe Barbu Lăutarul, pentru că donația conține notațiile autorului. Imaginea este din păcate foarte puțin cunoscută, în majoritatea articolelor despre Barbu Lăutarul fiind folosită fotografia tip „carte de visite” a actorului Matei Millo cu o cobză în mână, în rolul lăutarului. Imaginea originală, așa cum se găsește în arhiva Bibliotecii Academiei este negativul de hârtie cerată.

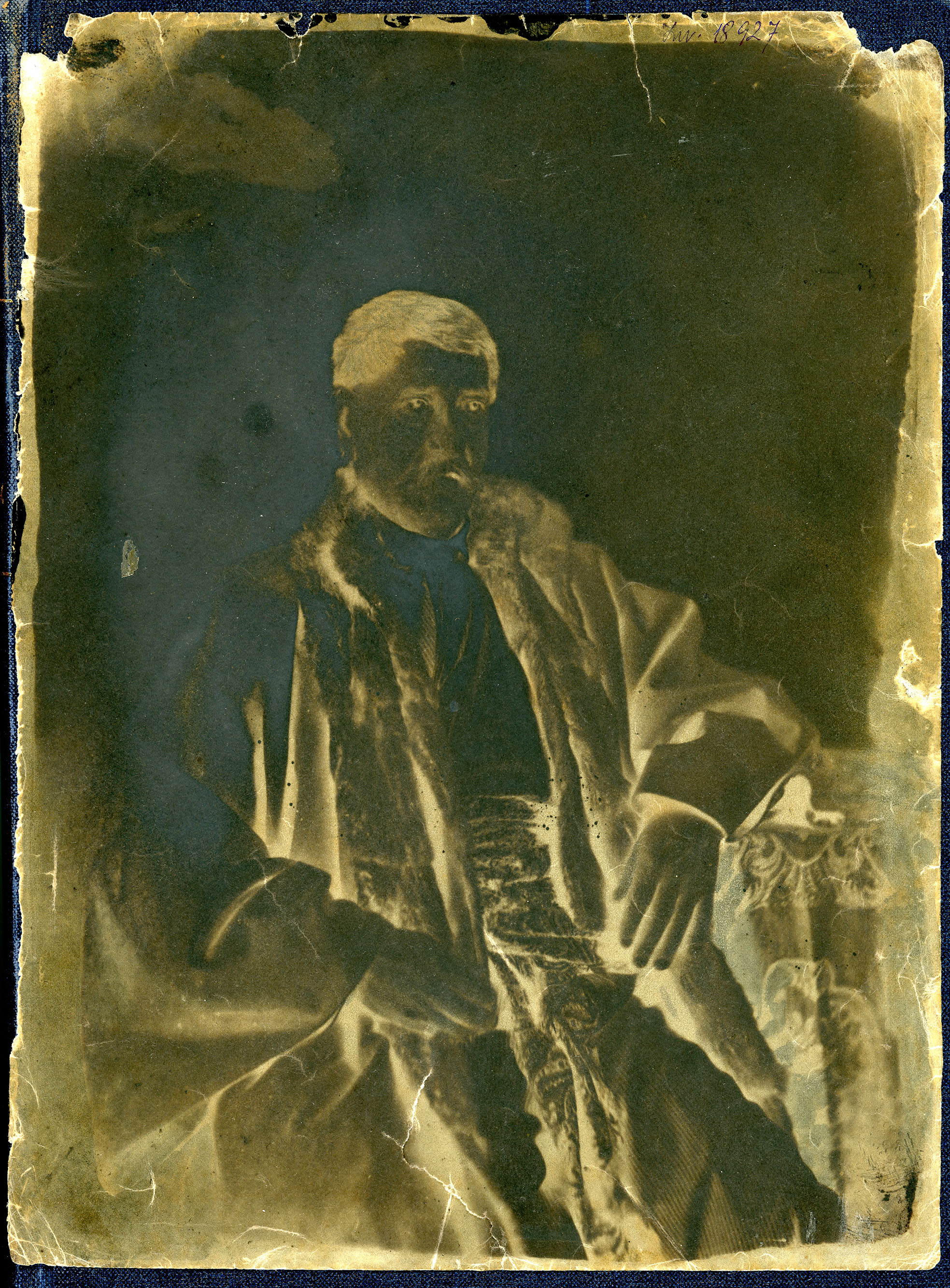
Negativul calotip înfățișându-l pe Barbu Lăutaru. Imaginea a fost făcută de Costache Sturdza Scheianul în 1852 și se află în colecția Bibliotecii Academiei Române.

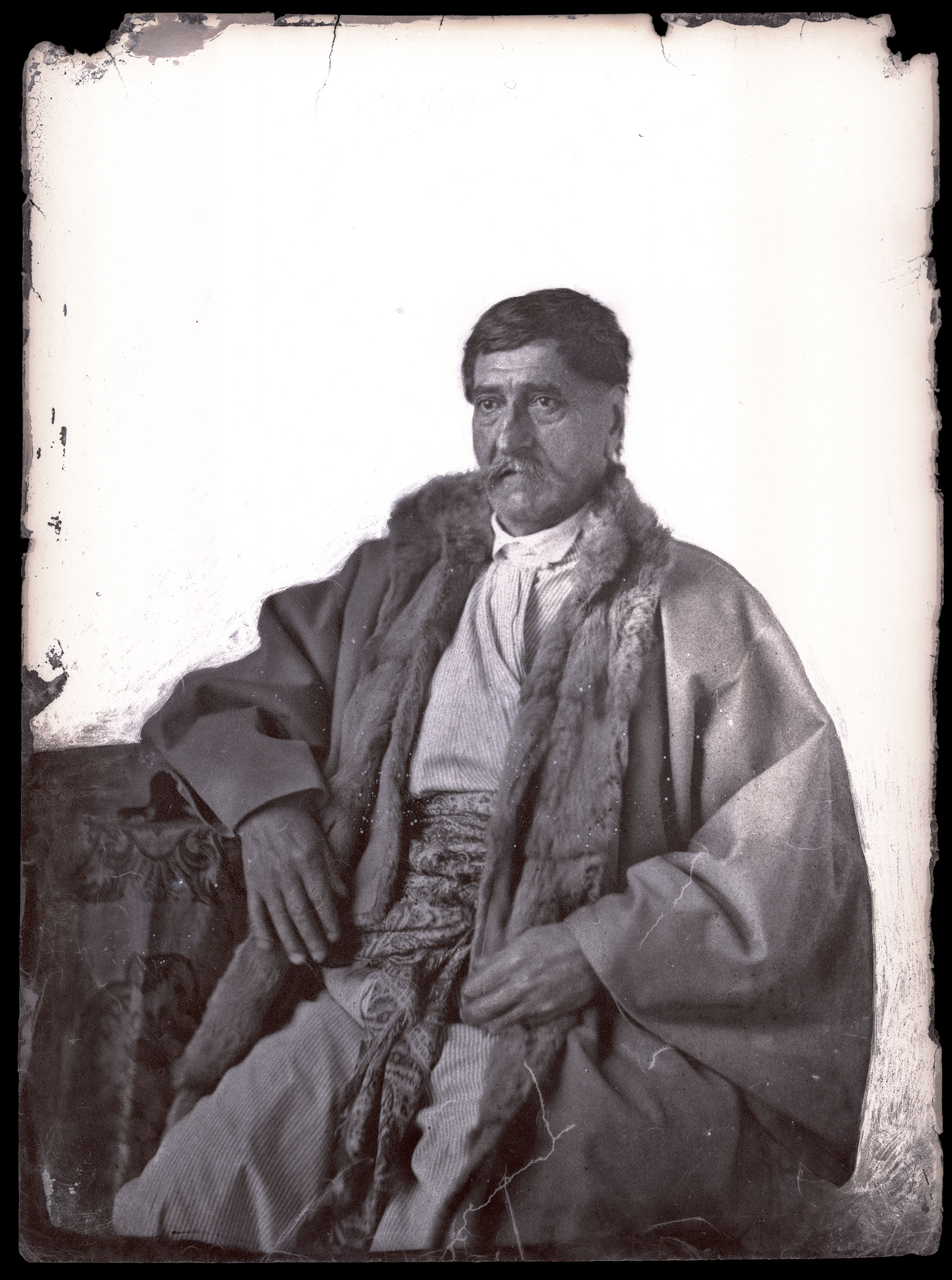
Barbu Lăutarul, pozitiv obținut prin inversarea pe calculator a calotipiei originale luate de Costache Sturdza Scheianul în 1852, original ce se află în colecția Bibliotecii Academiei Române.